# 周礼杲
周礼杲（1933年—2024年12月20日），生于上海市，澳門科学家、教育家。

## 简历
1953年毕业于北京清华大学电机系，毕业后留校，现任澳门科技大学校董会主席，曾任电工学与应用电子学教研组主任、教授、博士生导师、电机工程与应用电子技术研究所副所长、生物医学工程研究所副所长。1991年应邀到澳门大学任教，先后出任科技学院院长、副校长，1997年至1999年任澳门大学校长。2000年至2002年担任澳门科技大学创校校长。
1998年被选为联合国大学国际软件研究所董事会主席。1998年5月起任中国全国人大澳门特别行政区筹委会委员。曾被澳门总督授予“澳门政府专业功绩勋章”，2001年被授予澳门荣誉奖状。